# Шемси Ахмед-паша

Династические альянсы Османогулларов и Джандаридов.
По Ан. Д. Алдерсону.

Кызылахмедли́ Ахме́д-паша́ (тур. KizilAhmedli Ahmed Paşa, более известный как Шемси́ Ахме́д-паша́ (тур. Şemsi Ahmed Paşa); Болу, вилайет Кастамону — 5 марта 1580, Стамбул) — представитель семьи, правившей бейликом Джандарогуллары и неоднократно заключавшей династические союзы с османами. Помимо родства с султанами, Ахмед-паша претендовал на происхождение от Халида ибн Валида, сподвижника Мухаммеда. Он был видным османским государственным деятелем, занимая посты казначея, визиря, бейлербея Анатолии и бейлербея Румелии.  Ахмед-паша был доверенным лицом Сулеймана I, он принимал участие в   персидской экспедиции с Рустемом-пашой (1553) и  Нахичеванской кампании (1554),  сопровождал Сулеймана в последнем походе в Сигетвар.  Ахмед-паша был фаворитом и компаньоном Селима II, а Мурад III настолько доверял Ахмеду, что через него шли все петиции на имя султана. Шемси-паша славился остроумием и находчивостью, он был известен  своим шуточным утверждением, что научил османов брать взятки. Его перу принадлежит история османов в стихах, стихотворное переложение двух богословских трудов. Прозвище Шемси́ (солнечный) он получил по своему литературному псевдониму.

## Происхождение
Шемси Ахмед-паша (Кызылахмедли) родился в Болу в знатной семье. Его отец происходил из семьи,  правившей с 1292 по 1460/1461 год  бейликом Джандарогуллары. Земли, принадлежавшие или подконтрольные бейлику, граничили с бейликом Османогуллары, и поэтому представители Джандарогуларов неоднократно заключали браки с представителями династии Османов, начиная с  Мурада I. По отцу дедом Ахмеда (по другой версии — прадедом) был последний правитель бейлика Кызыл Ахмед-бей Исфендияроглу, сын дочери Мехмеда I Сельчук-хатун (ум. 25 октября 1485).
Согласно последним данным, отцом Шемси был Мирза Мехмед-паша, сын Кызыл Ахмед-бея Исфендияроглу. Мирза Мехмед-паша был женат дважды: первой его женой была дочь Баязида II Фатьма-султан, которую иногда и называют матерью Шемси-паши. После смерти первой жены Мирза женился на её племяннице Сахнисе, дочери шехзаде Абдуллаха, для которой это был тоже второй брак. Достоверно неизвестно, какая из жён Мехмеда-паши была матерью Ахмеда, однако историки склоняются к тому, что ею была Сахниса-султан.
Ранее высказывались иные версии о происхождении Ахмеда-паши. Так, дочь Баязида II и Мирзу-пашу называли бабушкой и дедом по отцу Шемси Ахмеда-паши, а матерью паши, согласно этой версии, была безымянная «няня Селима II». Венецианский посол Гардзони доносил в 1573 году: «[Селим II] проводит большую часть своего времени за игрой в шахматы с матерью Ахмеда-паши, пожилой женщиной, которая была ранее его няней, и увлечённый остротами, которые она привыкла говорить ему…» Лесли Пирс писала: «Селим и его няня имели и другие связи: она была замужем за сыном одной из дочерей Баязида II, и её сын, Ахмед-паша, был доверенным лицом султана».

### Легенда о происхождении от Халида ибн Валида
Представители семьи претендовали на происхождение от Халида ибн Валида. Свидетельство этому сохранились у Печеви: «Он [КызылАхмедли Мустафа-паша] утверждал, что происходил из рода Халида ибн Валида». Сам Шемси-паша написал это в Vikaye Tercümesi, где указал такую цепочку: «Халид ибн ал-Валид — Нуреддин — Шемседдин — Якуб — Али — Байезид Вели — Исфендияр — Ибрагим — Кызыл Ахмед — Мохамед Мирза — Шамси Ахмед-паша», и написал о том, что он — девятое поколение от Халида. Многие историки соглашались с этой версией. Хаммер-Пургшталь, например, писал: «Шемси-паша, последний отпрыск семьи Кызыл Ахмедли… который вёл свою родословную к Халиду Бен-Валиду, генералу халифа Османа». Однако современные турецкие исследователи сомневаются в том, что Шемси-паша происходит от Халида (по крайней мере, по прямой мужской линии). Эрхан Афионджу полагает, что и Печеви выражал сомнения в этой связи. Учитывая, что Шемси-паша родился в 1492 году, а Халид ибн ал-Валид умер в 642 году, турецкие учёные посчитали средний возраст для рождения наследника в цепочке из девяти звеньев, который составил бы 96 лет. Кроме того, считается, что мужская линия потомства Халида бин ал-Валида оборвалась на его внуке.

### Семья
Братьями Ахмеда, согласно различным источникам, были:
- Кызылахмедли Мустафа-паша — источники называют его полнородным братом Шемси Ахмеда-паши[2][3][4][7][14].
- Муса-паша — бейлербей Эрзурума, погибший на Кавказе в 1544 году[15][k 8].
- Дамад Султанзаде Мехмед-бей — сын Мирзы-паши от Фатьмы-султан. Был женат на дочери Селима I Гевхерхан-султан. Служил санджакбеем Карачи в 1514 году и погиб в Чалдыранской битве[7].

Ни один источник не указывает ни одного имени жён или наложниц Шемси-паши, неизвестно даже их количество. Однако Озтуна называет его «Дамад», и это означает, что его женой была дочь или внучка султана. Достоверно известно о трёх детях Ахмеда:
- Фахринисса-хатун.
- Махмуд-бей (ум. 1602) — бейлербей Шехризора в 1578 году[7], бейлербей Кипра, губернатор Болу (в 1591/92) и Кастамону. Воевал под Устургоном (Венгрия). Погиб на посту бейлербея Нахичевани[21].
- Мустафа-бей.

### Псевдоним
Ахмед-паша, в отличие от брата и отца, известен более по своему литературному псевдониму, чем по семейному названию (КызылАхмедли, Исфендияроглу, Джандароглу). В контексте истории династии и бейлика псевдоним Шемси может быть не случаен. Так, помимо него известен ещё один Шемси-паша из Болу: «Описание Болу. Место это в эпоху Османджика (1258—1326) было захвачено бахадыром по имени Сункур-бай Шемси и пожаловано ему в качестве оджаклыка. И теперь его потомство не перевелось, их называют детьми Шемси-паши». Также, основателя династии Джандаридов, предка Ахмеда-паши, правившего в 1292—1301 годах, звали Тимур Джандар Шамс ад-дин или Йаман бен Джандар Шамс ад-Дин. Кроме того, неизвестно, являются ли Сункур-бай Шемси и Йаман бен Джандар Шамс ад-Дин разными лицами, жившими одновременно в Болу, или же это два имени одного человека.

## Карьера
Ахмед обучался в Эндеруне и после выхода из Эндеруна занимал различные посты. О первых годах его службы данные не точны, известно только, что он был на службе ещё у Селима Явуза,  занимая посты авджи, авджибаши, бёлюк-аги и мютаферрика. Согласно записям, в июле 1534 года и в мае 1537 года он занимал именно должность мютеферрика.
В 1550/1551 году Ахмед был назначен бейлербеем Дамаска. В 1553 году как ага сипахов, он находился в свите Рустема-паши во время похода на Персию. Печеви сообщает, что Шемси-паша был одним из посланников Рустема-паши к Сулейману, и именно Шемси-паша доставил Сулейману сообщение от Рустема-паши о настрое янычар свергнуть Сулеймана и возвести на трон его старшего сына Мустафу. В одной из своих поэм Шемси-паша записал ответ Сулеймана, который сначала не желал верить в предательство сына: «Да сохранит нас Всевышний, чтобы я дожил до того, чтоб Мустафа-хан покрыл себя подобным бесчестием». В 1554 году Шемси был назначен бейлербеем Анатолии и сопровождал Сулеймана I в походе на Нахичевань, а через 10 лет, в 1564 году, он стал бейлербеем Румелии. В 1565 году Шемси Ахмед-паша, доверенное лицо Сулеймана в походе к Софии, узнал о бесславном возвращении своего брата Mустафы из Мальтийской экспедиции. В этом походе  в свите Ахмеда в качестве чтеца Корана был будущий историк Селаники,  со слов которого мы знаем о большинстве событий того времени. В 1566 году Ахмед вместе с братом Мустафой находился в свите Сулеймана во время его последнего похода и осады Сигетвара, а после падения Сигетвара Шемси был отправлен в сопровождении брата Мустафы к крепости Бобовац.
В 1569 году Шемси Ахмед-паша ушёл в отставку, оставаясь в фаворе у султанов Селима II и Мурада III. Вместе с братом он состоял в оппозиции как Соколлу Мехмеду-паше, так и Лала Мустафе-паше.
В 1580 году Шемси Ахмед-паша умер из-за болезни мочевого пузыря и был похоронен в собственной мечети. Судя по названию тюрбе (Тюрбе Хаджи Ахмеда), Шемси-паша совершил хадж .

## Личность
Благодаря близкому родству с династией Османов, приятному обхождению и поэтическим способностям Шемси-паша был доверенным лицом Сулеймана I и фаворитом Селима II и Мурада III. Хаммер-Пургшталь писал, что любимцами Мурада III были четверо придворных, среди которых известный поэт того времени Шемси-паша. 

### «Ястреб петиций»
Соколлу неоднократно пытался возбудить расследование против Шемси-паши, который был назначен Мурадом на должность второго дефтердара (а потом и первого), однако Мурад пресекал все попытки очернить фаворита. Влияние Шемси-паши было таким, что через него шли все обращения и просьбы к Мураду III. Шемси-паша сам называл себя в шутку «Ястребом петиций» («Arzıhâl Şahini»).
Гелиболулу Мустафа Али приводит в Künhü'l ahbar (Ali Tarihi) историю, которую пересказал Хаммер-Пургшталь:

Али был в кабинете фаворита, когда тот вернулся из апартаментов султана и сказал радостно своему помощнику:
 — Наконец-то я отомстил за династию Кизилахмедли династии Османов. И, если они погубили нас, то я просто подготовил их падение.
 — Как это так? — спросил помощник сумрачно.
 — Я уговорил султана продать свои милости; приманка была велика: сорок тысяч дукатов; сегодня султан дал пример коррупции, а потом коррупция развалит империю.
Али заметил:
 — Ваше Превосходительство является достойным потомком своего славного предка Халида бен Валида, который, как учит нас история, дал камергеру халифа Османа две золотые монеты, чтобы быть введенным к хозяину до своего противника, и был, таким образом, первым, кто использовал коррупцию.
Шемси-паша ответил:
 — Вы много знаете, Али.
Иногда этот эпизод (или анекдот) приводят с интерпретацией «Шемси-паша научил османов брать взятки», «Шемси-паша приписывал себе то, что он первым научил османов брать взятки».

### «Чалдыран»

Селим II принимает персидского посла в Эдирне в 1567 году. Миниатюра 1568 года.

В начале 1567 года приехал посол шаха Тахмаспа, «доверенный и видный сановник шаха» Шах-Кули, став первым после интронизации Селима персидским посланником, который привёз богатые дары, среди которых было личное оружие его  казнённого мятежного брата Баязида. Селим хотел поразить Шах-Кули, поэтому встреча (16 февраля) была обставлена с большой торжественностью и «помпой». Вдоль всего пути следования процессии стояли нарядно одетые янычары, европейские посланники, вельможи. Поскольку Шах-Кули славился умом, образованностью и острословием, то Селим поручил сопровождать посланника Шемси Ахмеду-паше, не желая хоть в чём-то уступить персу. Два коротких обмена репликами из их диалога приводит Хаммер:

Увидев, на въезде в город, войска, безвкусно разряженные в золото, серебро и разные цвета, Шах-Кули сказал Шемси-паше:
— Это настоящие свадебные подружки.
— Действительно, — ответил Шемси-паша, — они же искали в Чалдыране невест.
Проходя перед европейскими послами, Шах-Кули заметил, что они снимают шляпы, и спросил, что это значит.
Шемси сказал: «они символически показали, что готовы положить свои головы к ногам султана».— Hammer-Purgstall J

## Наследие

### Благотворительность
Документы фонда Шемси Ахмеда-паши и свидетельства современников сообщают о значительных благотворительных расходах. «Все это плоды благотворительности Шемси-паши» — неоднократно повторяет Эвлия Челеби:
- Мечеть Шемси-паши — комплекс мечети, ставший одной из последних работ мимара Синана.
- Баня («Из бань славится баня Шемси-паши»[45]), семь караван-сараев, бедестан и семь источников в Болу.
- Соборная мечеть и два караван-сарая в Дюзджепазары в нахия Болу.

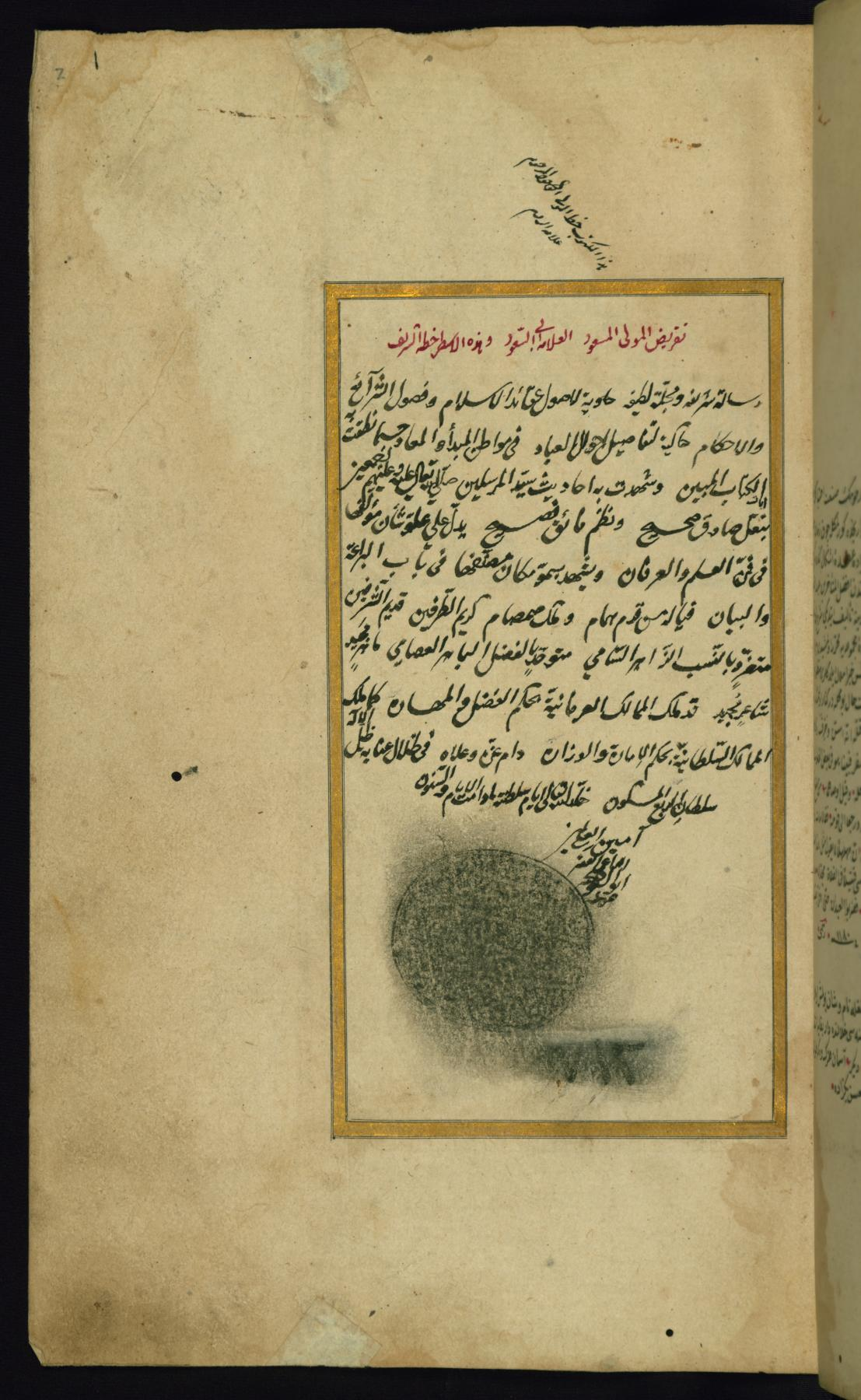
Одобрительная запись Эбуссууда-эфенди, позволяющая датировать кодекс W.665 из музея Уолтерса.

- Гостиница в Гереде.
- Медресе в Дамаске.

### Литературное наследие
Писал стихи на персидском, арабском и османском языках. Известные диваны: İtikadname ve Tercüme-i Sürüt-i salat, Tercümetü'l-Vikayye li Şemsi Paşa.
Им написан стихотворный исторический труд Şehname-i Sultan Murad (Tarih-i Dilara), в котором он изложил события Османской истории до убийства Соколлу Мехмеда-паши.
В коллекции исламского искусства музея Уолтерса в Балтиморе хранится Манускрипт w.665— собранные в одном кодексе копии двух трудов Шемси-паши: Tercümet ül-Vikaye и I’tikadiyat. Точно датировать его невозможно, однако по одобрительной пометке Эбуссууда-эфенди (1490—1574) можно отнести её к периоду не позднее 1574 года. Tercümet ül-Vikaye представляет собой стихотворное переложение известного сборника законов Ханифа, известного как Wiqāyat al-riwāya («Гарантии при передаче прав») Махмуд ибн Садр аль-Шариа аль-Махбуби, работавшего в XIV веке над I’tikadiyat — «Вероучение».

## Комментарии
1. Шемси Ахмед-паша. Деталь миниатюры со страницы рукописи Ашикпашазаде (Ашик паша-оглу) Meşairu's suarа, хранящейся в Национальной библиотеке манускриптов манускрипт номер 772, страница 658.
2. ↑  Шемси Ахмед-паша. Деталь миниатюры со страницы рукописи Ашикпашазаде (Ашик паша-оглу) Meşairu's suarа, хранящейся в Национальной библиотеке манускриптов манускрипт номер 772, страница 658.
3. ↑  От Шамс (араб. شمس) — «солнце».
4. ↑  Различные представители семейства называли себя Чандароглу, Кандароглу, Джандарлы, Исфендияроглу (по имени самого выдающегося представителя Исфендияра Мубаоиз ад-дина). Некоторые потомки Кизил Ахмеда назывались Кизилахметли.
5. ↑  Его правление продолжалось только три месяца, потом бейлик подчинился Османам.
6. ↑  Помимо Сельчук-хатун ещё две дочери Мехмеда I стали жёнами представителей семьи Джандарлы[1].
7. ↑  На самом деле сомнения вызывает переход от Халида ад-дина к Шемседдину, потому что от Шемседдина (это Тимур бен Джандар Шамс ад-дин) до Шемси-паши документально подтверждены все переходы[12].
8. ↑  Нигде не указано имя матери этого сына Мирзы-паши, однако это не Фатьма-султан и не Сахниса-султан.
9. ↑  Также, возможно, сыном Шемси  был Ахмед-паша. О нём упоминает Эвлия Челеби в описании Амасьи: «В крепости самыми известными являются дворец султана Баезида, дворец сына Шемси-паши — Ахмед-паши, дворец Ходжи Ахмед-паши, дворец Гельдик Канлы Али-паши»[17]. В реестре  казначейства за 1647 год есть  запись: «Шемси Паша Заде Ахмед-паша: сын Шемси-паши»[18]. Или же в это же время жил ещё один Шемси-паша, что не исключено, поскольку  у Сюрейи мы находим: "Айдынский Шемси-паша"[19] и "Шемси-эфенди"[20].
10. ↑  «Маленький Осман» — так иногда называли Османа I. Первым был  ибн Баттута[22].
11. ↑  Оджаклык — династийное семейно-родовое владение с налоговым, административным и судебным иммунитетами на условии несения военной службы[23].
12. ↑  Авджи (охотники) — привилегированное подразделение янычар. Они обеспечивали удачную охоту султанам и редко принимали участие в военных действиях[25]. Кроме того, в обязанности авджи входило обучение янычаров стрельбе[25][26].
13. ↑  Бёлюк — подразделение войска сипахиев-кавалеристов, белюк-ага его командир[27].
14. ↑  Мютеферрика — привилегированная категория придворной гвардии султана, получавшая жалованье из казны. Мютеферрика получали образование и воспитание в специальной школе Эндеруна, в которую по индивидуальному отбору зачислялись сыновья высшей знати[28].
15. ↑  Он уже не в первый раз был послом, в 1555 году он приезжал от шаха к Сулейману с просьбой о перемирии[41].
16. ↑  В Чалдыранской битве османы наголову разбили персидскую армию.
17. ↑  В библиотеке Ватикана хранится кодекс Vaticana Barberiniani Orient No. 112.